# MVAC Zara
MVAC "Zara" – kolaboracyjne oddziały Ochotniczej Milicji Antykomunistycznej (MVAC) złożone z Jugosłowian podczas II wojny światowej
Pod koniec czerwca 1942 r. dowództwo włoskiej 158 Dywizji Piechoty "Zara" po zawarciu umowy z wojewodą czetnickim Iliją Trifunoviciem-Birčaninem utworzyło dwa bataliony kolaboracyjnej MVAC, na czele których stanął płk Eugenio Morra. Były to XXII Batalion (prawosławny) i XX Batalion (katolicki). Były one podzielone na dziewięć oddziałów po ok. 100-250 osób (tzw. Banda Anti-Comunista), liczące ogółem ok. 1,5 tys. ludzi. 9 Banda była złożona z dalmatyńskich Włochów i działała samodzielnie. Nosili oni mundury włoskiej marynarki wojennej. Pozostali mieli zdobyczne mundury armii jugosłowiańskiej. Na głowach nosili chłopskie czapki, w kolorze pomarańczowym dla prawosławnych i czerwonym dla katolików. Na czele poszczególnych oddziałów stali oficerowie włoscy. Dowódcami plutonów byli w większości Jugosłowianie. Uzbrojeniem były karabiny ręczne Mauser i granaty ręczne, a także karabiny maszynowe Hotchkiss. Oddziały MVAC zwalczały komunistyczną partyzantkę. Po wyjściu Włoch z wojny 8 września 1943 r., większość oddziałów MVAC "Zara" została rozformowana. Niektóre podjęły walkę z Niemcami.